# Вітрове (Березнегуватський район)
Вітрове́ — колишнє село в Україні, підпорядковувалося Новоукраїнській сільській раді Березнегуватського району Миколаївської області.
Виключене з облікових даних рішенням Миколаївської обласної ради від 29 березня 2013 року у зв'язку з переселенням його мешканців до інших населених пунктів.